# Klaus Brinch
Klaus Brinch (født 17. juni 1939 i København, død 17. november 2020 samme sted) var en prisbelønnet dansk komponist og tekstforfatter.
Han blev lærer i 1964 og cand. pæd. i musik fra Danmarks Lærerhøjskole i 1973. Han var lektor i musik på Zahles Seminarium til 2004. Beskikket censor ved landets musikkonservatorier.
Klaus Brinch bidrog - også i samarbejde med bl.a. Ejnar Kampp, John Høybye, Benny Andersen, Halfdan Rasmussen - til den danske kortradition og sprogkultur i Danmark gennem mange årtier.
Klaus Brinch skrev og komponerede mange bl.a. børne- og korsange, samt salmer.
Igennem mange år bidrog han til ATS i Politiken, samt Blæksprutten.
Han vandt i 1993 konkurrencen om Tivolis 150-års jubilæumsssang. Klaus Brinch ledede - og sang med i - flere kor, bl.a. Sangforeningen "Morgenrøden", DLH koret.
Lars Busk Sørensen, Holger Lissner og en række andre salmedigtere har gennem årtier haft et samarbejde med den flittige og altid veloplagte Klaus Brinch. Han har om nogen været med til at skabe det nutidige tonesprog, som ny salmer synges på, med skyldig reverens for traditionen og fortrolighed  med tidens rytmer.  Han vil blive husket som en af pionererne.
Den mest kendte salme han skrev musik til er givet Uberørt af byens travlhed (DDS 331), der er en af de mest sungne salmer ved konfirmationer i Danmark.[kilde mangler]

## Udvalgte børne- og korsange
- Kirsten Klokker. 1976 Edition Wilhelm Hansen (EWH)[2]
- Sovesange og sjove sange 1978. EWH
- Tante Andante 1987. EWH ISBN 978-87-74556-14-5
- 16 sange i swingbanen 1999. CD Folkeskolens Musiklærerforening (FM) ISBN 978-87-77611-86-5
- Brinchs Bedste 2006 (FM) ISBN 978-87-76121-80-8
- Favoritter der hitter 2008 (FM) ISBN 978-87-76124-26-7
- Agnethe & Alfabetet 2009. 30 børnesange for kor og solister ISBN 978-87-76124-87-8, også med CD

## Udvalgte salmer og sange for firstemmigt blandet kor mv.
- Du gav mig livet. 17 salmer af Lars Busk Sørensen. CD 1982 EWH[3]
- Mellem vinter og vår. CD 1992
- Uberørt af byens travlhed. 1990. Med tekst af Lars Busk Sørensen. I Højskolesangbogen og Den Danske Salmebog.[4]
- Benny og Brinch. CD 2012. 2 korværker og 9 sange og korviser med tekster af Benny Andersen.[5]
- 12 Lyriske Sange a capella. Og 12 Lyriske Sange for lige stemmer. EWH 2014
- Jeg sender Gud en SMS. 12 salmer for børn og unge. Forfatter: Lars Busk Sørensen - Komponist: Klaus Brinch. Publikations nr.: 1300-B-IT • ISBN 978-87-7178-075-8. Dansk Sang 2019.

## Humorist
Brinch var i mange år tekstforfatter ved Politikens ATS og Blæksprutten .

## Æreskunstner
Klaus Brinch blev i 2012 kåret som æreskunstner i Østermarie og fik som de andre æreskunstnere opkaldt en lokalitet efter sig. Det blev naturligvis en brink. "Klaus Brinchs Brink" ligger lige på meridianen 15° Ø, hvis lokaltid bestemmer normaltiden i den centraleuropæiske tidszone (CET). Klaus Brinch var i mange år ambassadør i Hellerup for den nu nedlagte forening KulturBornholm.

## Privat
Klaus Brinch blev gift med Karen Lerstrup i 1965 (ægteskabet opløst) og i 1973 med forfatteren Jytte Sidelmann. Han fik tre døtre, og to børnebørn.